# Malsta, Hudiksvalls kommun
Malsta är en småort i Rogsta socken i Hudiksvalls kommun, Gävleborgs län.